# Gérard Gili
Pour les articles homonymes, voir Gili.
Gérard Gili, né le 7 août 1952 à Marseille, est un footballeur et entraîneur français.
Pendant sa carrière professionnelle de footballeur, Gili évolue au poste de gardien de but. Il devient ensuite entraîneur.

## Biographie
Gérard Gili commence sa carrière de gardien de but à l'Olympique de Marseille, le club de la sa ville natale, au cours de la saison 1970-1971 où il est à l'âge de 18 ans la doublure de Jean-Paul Escale. Il est convoqué plusieurs fois à cette période en équipe de France juniors. Mais il ne joue pas en équipe première et quitte le club phocéen à l'issue de la saison 1972-1973. Il signe alors au SC Bastia, dont il devient le titulaire en Division 1 l'année suivante. En décembre 1974, alors qu'il réalise des performances notables, il se brise la jambe face à Sochaux. En 1976, il quitte la Corse et signe au FC Rouen, un club ambitieux de D2 avec lequel il remonte dans l'élite dès sa première saison. Mais un an plus tard, le club est relégué et placé en liquidation judiciaire. Gili signe alors à l'Olympique d'Alès, en D2. En 1979-1980, il est possible qu'il soit revenu à Rouen, mais il ne joue pas,. 
L'année suivante, il fait son retour à Bastia, dans un double rôle : doublure de Pierrick Hiard mais aussi formateur auprès de Pierre Alonzo, arrivé comme entraîneur de la réserve. L'année suivante, il retourne à l'Olympique de Marseille, tombé en D2, dont il prend la direction du centre de formation tout en étant la doublure du jeune Marc Lévy de 1981 à 1983. Pendant sept ans, il suit ainsi la formation de nombreux jeunes olympiens.
En 1988, Bernard Tapie le nomme entraîneur de l'équipe première à la surprise des observateurs. Il opte pour la sobriété, loin de l'image du sudiste exubérant[réf. souhaitée], et réussit plutôt bien son entame en prônant le dialogue avec les joueurs. Il réalise le doublé coupe-championnat de France pour sa première saison, alors qu'il n'a aucune expérience au haut niveau. Il est nommé entraîneur de l'année 1989 par France Football. Il remporte à nouveau le championnat la saison suivante, mais échoue en demi-finale de la Coupe d'Europe des clubs champions contre le Benfica Lisbonne à cause du fameux but de la main de Vata en toute fin de match. Quand Bernard Tapie annonce en septembre 1990 l'arrivée de Franz Beckenbauer, vainqueur de la dernière Coupe du monde comme sélectionneur de l'Allemagne, Gérard Gili quitte l'Olympique de Marseille, jugeant son autorité entamée. Il s'engage alors pour le club rival des Girondins de Bordeaux, mais ne reste pas après une saison décevante. 
Après une année sans activité, il signe au Montpellier HSC à la suite d'Henryk Kasperczak. Après deux saisons achevées dans la première moitié du classement, et ponctuée d'une finale de Coupe de France perdue face à l'AJ Auxerre, il est licencié en novembre 1994 après un début de championnat catastrophique. 
Il revient à l'OM fin 1995, après un très bref passage de deux matches fin 1994, alors que le club est en difficulté dans le championnat de D2. Il parvient finalement à faire remonter le club en D1 en terminant à la deuxième place, et à hisser l'OM en demi-finale de la Coupe de France, que les Marseillais perdent aux penalties à l'issue d'un match héroïque[réf. souhaitée] face à l'AJ Auxerre, vainqueur du doublé Coupe-Championnat cette saison-là. En 1996-1997, l'OM remonté en D1 termine à la 11e place. 
A la suite du rachat du club par Robert Louis-Dreyfus, Gérard Gili est remplacé par Rolland Courbis pour la saison suivante.
Après une pause, Gérard Gili quitte la France et part entraîner l'équipe nationale d'Égypte en 1999-2000. Il revient ensuite diriger le Sporting Club de Bastia de 2002 à 2004. Il est ensuite l'adjoint d'Henri Michel pour l'équipe nationale de Côte d'Ivoire à partir de 2004 jusqu'à la Coupe du monde 2006. Sélectionneur de l'équipe olympique de Côte d'Ivoire à partir de fin 2006, il parvient à qualifier le pays pour la première fois à une phase finale olympique à l'occasion des Jeux de Pékin en 2008.
Le 7 janvier 2008, soit deux semaines avant le début de la Coupe d'Afrique des nations, il est porté à la tête de l'équipe nationale de Côte d'Ivoire, favorite de la compétition, en remplacement de l’Allemand Ulrich Stielike, qui a quitté précipitamment ses fonctions pour rejoindre son fils malade. Après le tournoi il est remplacé par Vahid Halilhodžić. Le poste, laissé vacant par Sven-Göran Eriksson à la fin de la Coupe du monde 2010, lui sera de nouveau proposé mais il refusera.
Entre 2008 et 2013, Gili réalise trois mandats au sein du club qatarien d'Umm Salal SC.

## Parcours d'entraîneur
- 1988-1990 (août) : Olympique de Marseille
- 1990 (septembre)-1991 : Girondins de Bordeaux
- 1991-1992 : sans club
- 1992-1994 (novembre) : Montpellier HSC
- 1994 (décembre) : Olympique de Marseille (2 matches, intérim entre Marc Bourrier et Henri Stambouli)
- 1995-1997 : Olympique de Marseille
- 1999-2000 : Équipe d'Égypte de football
- 2002-2004 : SC Bastia
- 2004-2006 : entraîneur adjoint de l'Équipe de Côte d'Ivoire de football
- 2006-2008 : Entraineur des espoirs de la Côte d'Ivoire, qualification aux J.O de Pékin.
- 2008 (janvier) : entraîneur de l'Équipe de Côte d'Ivoire de football par intérim[10]
- 2008 : Entraîneur de la sélection olympique de Côte d'Ivoire
- nov. 2008-avr. 2010 : Umm Salal Club
- déc. 2011-2012 : Umm Salal Club
- oct. 2013-déc. 2013 : Umm Salal Club

## Palmarès d'entraîneur

### En club
- Champion de France en 1989 et en 1990 avec l'Olympique de Marseille
- Vainqueur de la Coupe de France en 1989 avec l'Olympique de Marseille
- Vainqueur de la Coupe de la Ligue en 1992 avec Montpellier HSC
- Finaliste de la Coupe de France en 1994 avec Montpellier HSC
- Finaliste de la Coupe de la Ligue en 1994 avec Montpellier HSC

### Distinction individuelle
- Élu Entraîneur français de l'année France Football en 1989[5]